# Murmanszki terület
A Murmanszki terület (oroszul Мурманская область [Murmanszkaja oblaszty]) az Oroszországi Föderáció tagja. Székhelye Murmanszk.

## Földrajz

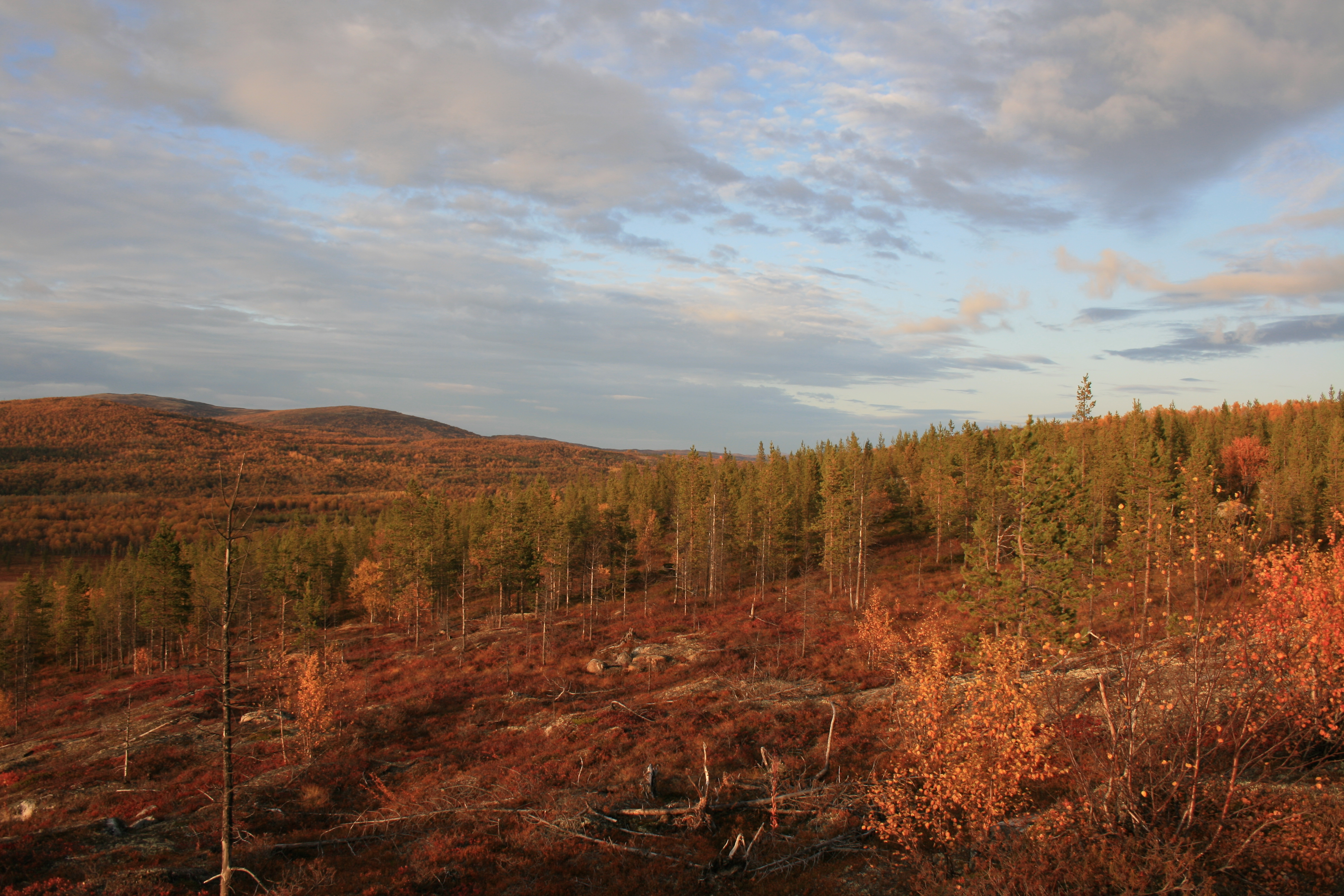
Táj a Murmanszki területen

Észak-Európában, Skandináviában, nagyrészt a Kola-félszigeten fekszik, a Barents-tenger és a Fehér-tenger partján. Nyugaton Finnországgal, északnyugaton Norvégiával, délen Karéliával (Oroszország) határos.

## Történelem
Nagyrészt Lappföldhöz tartozik.

## Népesség

### Nemzetiségi megoszlás
A lakosság döntő többsége orosz nemzetiségű, de más nemzetiségek is lakják, főleg ukránok és fehéroroszok.
Nemzetiségi összetétel:
|              | 1926-os népszámlálás | 1939-es népszámlálás | 1959-es népszámlálás | 1989-es népszámlálás | 2002-es népszámlálás | 2010-es népszámlálás |
| ------------ | -------------------- | -------------------- | -------------------- | -------------------- | -------------------- | -------------------- |
| Oroszok      | 16 719 (73,14%)      | 244 693 (84,04%)     | 484 199 (85,3%)      | 965 727 (82,92%)     | 760 862 (85,25%)     | 642 310 (80,75%)     |
| Ukránok      | 212 (0,93%)          | 16 730 (5,75%)       | 32 384 (5,70%)       | 105 079 (9,22%)      | 56 845 (6,37%)       | 34 268 (4,31%)       |
| Fehéroroszok | 121 (0,53%)          | 4 039 (1,39%)        | 19 996 (3,52%)       | 38 794 (3,33%)       | 20 335 (2,28%)       | 12 050 (1,51%)       |
| Tatárok      | 311 (1,36%)          | 4 446 (1,53%)        | 5 566 (0,98%)        | 11 459 (0,98%)       | 7 944 (0,89%)        | 5 624 (0,71%)        |
| Azeriek      |                      | 17 (0,01%)           | 172 (0,03%)          | 2 695 (0,23%)        | 4 614 (0,52%)        | 3 841 (0,48%)        |
| Csuvasok     | 22 (0,1%)            | 452 (0,16%)          | 962 (0,17%)          | 3 865 (0,33%)        | 2 759 (0,31%)        | 1 782 (0,22%)        |
| Komik        | 715 (3,13%)          | 1 121 (0,38%)        | 1 659 (0,29%)        | 2 167 (0,19%)        | 2 177 (0,24%)        | 1 649 (0,21%)        |
| Mordvinok    | 39 (0,17%)           | 2 248 (0,77%)        | 2 356 (0,42%)        | 4 214 (0,36%)        | 2 479 (0,28%)        | 1 625 (0,20%)        |
| Örmények     | 1 (0,00%)            | 162 (0,06%)          | 425 (0,07%)          | 1 521 (0,13%)        | 1 954 (0,22%)        | 1 618 (0,20%)        |
| Számik       | 1 708 (7,47%)        | 1 755 (0,60%)        | 1 687 (0,3%)         | 1 615 (0,14%)        | 1 769 (0,2%)         | 1 599 (0,2%)         |
| Karjalaiak   | 414 (1,81%)          | 3 804 (1,31%)        | 3 766 (0,66%)        | 3 505 (0,3%)         | 2 203 (0,25%)        | 1 376 (0,17%)        |
| Összesen     | 22 858               | 291 178              | 567 672              | 1 164 586            | 892 534              | 795 409              |

## Közigazgatás és önkormányzatok

### Települések

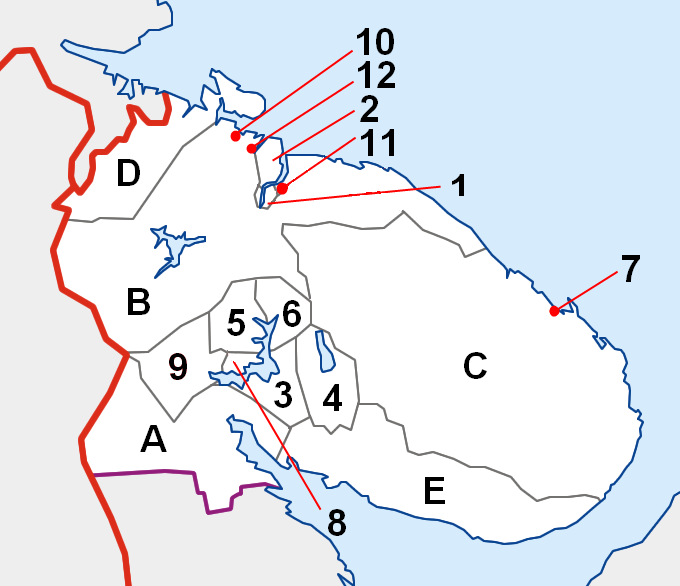
A Murmanszki terület közigazgatása

A Murmanszki terület városai a következők:
(Zárójelben a térképen szereplő azonosító áll.)
- Alekszandrovszk (zárt város) (2)
- Apatyiti (3)
- Kirovszk (4)
- Kovdor (9)
- Moncsegorszk (5)
- Murmanszk, a terület székhelye (1)
- Olenegorszk (6)
- Osztrovnoj (zárt város) (7)
- Poljarnije Zori (8)
- Szeveromorszk (zárt város) (11)
- Vigyajevo (zárt város) (12)
- Zaozjorszk (zárt város) (10)

### Járások
- Kandalaksai járás (A)
- Kolai járás (B)
- Lovozerói járás (C)
- Pecsengai járás (D)
- Tyerszkij járás (E)

## Politikai vezetés
A Murmanszki terület élén a kormányzó áll:
- Marina Vasziljevna Kovtun: 2012. április 13. – 2019. március 20. Hivatali idejének lejárta előtt lemondott.
- Andrej Vlagyimirovics Csibisz: 2019. március 21-től – Putyin elnök rendeletével a kormányzói feladatokat ideiglenesen ellátó megbízott. Megbízatása a következő kormányzói választásig szól (2019. szeptember).[2]

A 2019. szeptember 8-i választáson kormányzóvá választották. Beiktatták hivatalába: szeptember 27-én.

## Külső hivatkozások
- Hivatalos honlap Archiválva 2020. november 27-i dátummal a Wayback Machine-ben (oroszul)